# Маньятела, Лесли
Ле́сли Маньяте́ла (англ. Lesley Manyathela; 4 сентября 1981, Мусина — 9 августа 2003, там же) — южноафриканский футболист.

## Биография

### Клубная карьера
Лесли Маньятела начал свою футбольную карьеру в 2000 году в южноафриканском клубе «Орландо Пайретс». За три года выступлений за «Орландо Пайретс» Лесли во всех турнирах забил 48 мячей в 73 матчах.
Маньятела погиб 9 августа 2003 года в автомобильной аварии вблизи своего родного города Мусина, провинция Лимпопо, Маньятела возвращался домой из города Йоханнесбурга, где проходил кубковый матч против «Джомо Космос», который был выигран со счётом 2:1, а Лесли забил один из голов. Ещё за неделю до этого матча Лесли проходил просмотр во французском «Лионе», а также вёл переговоры с украинским «Динамо».
До своей гибели Лесли стал лучшим бомбардиром чемпионата ЮАР сезона 2002/2003, на его счету числилось 22 забитых гола (18 в чемпионате и 4 в кубке). Эти голы во многом помогли его команде стать чемпионами сезона 2002/2003. В сезоне 2003/2004 приз, который вручался лучшему бомбардиру чемпионата, был переименован в честь Лесли Маньятела.

### Карьера в сборной
В национальной сборной ЮАР Лесли дебютировал 20 марта 2002 года в матче против Саудовской Аравии. Всего Лесли провёл за сборную 9 матчей и забил 4 мяча.

## Достижения
- Чемпион Южной Африки: 2002/03
- Лучший бомбардир чемпионата Южной Африки: 2002/03